# 延命寺 (荒川区)
延命寺（えんめいじ）は、東京都荒川区南千住にある浄土宗の寺院。

## 歴史
1982年（昭和57年）に開山。もともと千住回向院の境内の一部であった。明治時代、常磐線の敷設により南北に分断され、事実上飛地となっており、分離して創建された。
山号は千住回向院と同じ「豊国山」である。建物も回向院と同様に鉄筋コンクリート造である。
当寺の境内は小塚原刑場の跡地にあり、刑死者の菩提を弔う「首切地蔵」と呼ばれる地蔵菩薩像がある。また当寺の所属宗派は浄土宗であるが、髭題目という日蓮系宗派独特の書体で書かれた「南無妙法蓮華経」と刻まれた題目塔も存在する。

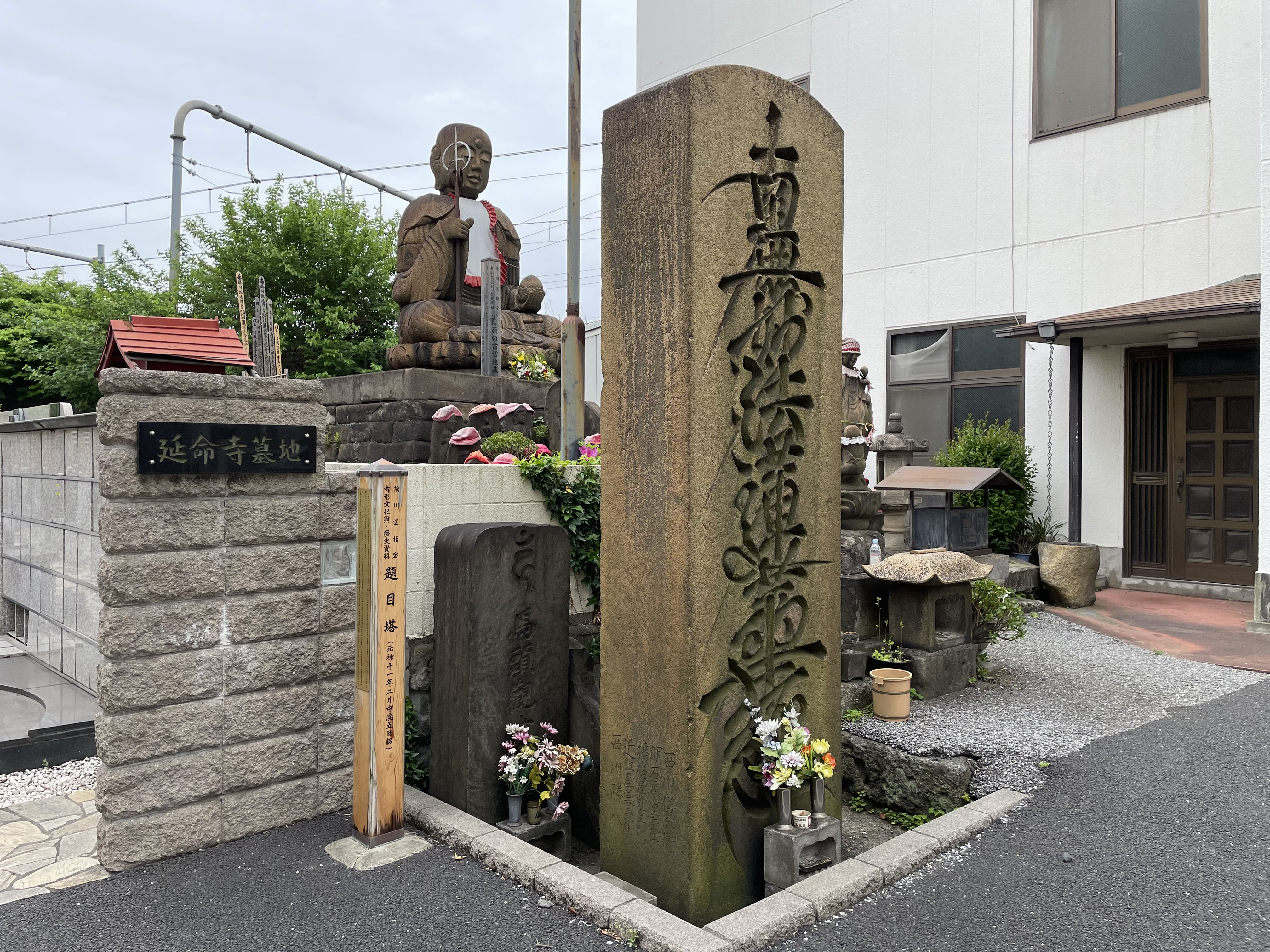
題目塔
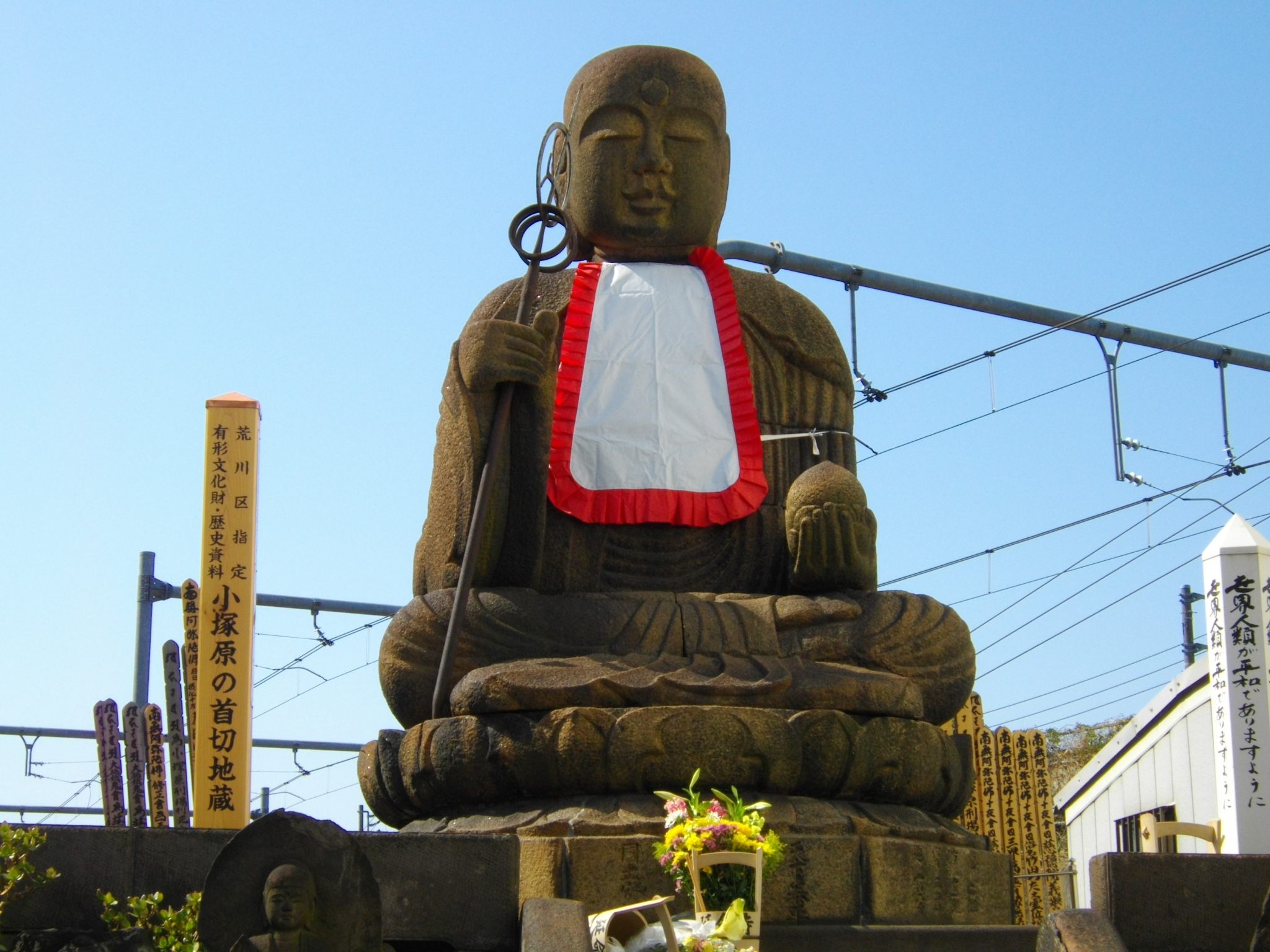
首切地蔵

## 文化財
- 小塚原の首切地蔵（荒川区指定文化財 昭和60年度指定）[3]
- 題目塔(元禄十一年二月中浣五日銘)（荒川区指定文化財 平成27年度指定）[3]

## 交通アクセス
- 南千住駅より徒歩2分。